# Theodor Wünschmann
Theodor Wünschmann (* 6. April 1901 in Leipzig; † 24. März 1992 in Detmold) war ein deutscher Kapellmeister und Komponist.

## Leben
Theodor Wünschmann war ein Sohn aus der Ehe des Architekten Georg Wünschmann und der Sängerin Dora Toula. Nach dem Besuch des Schiller-Realgymnasiums in Leipzig studierte er am Leipziger Konservatorium u. a. bei Walther Davisson, Arthur Seidl und Oswin Keller. Im April 1923 begann er als musikalischer Assistent bei Otto Lohse und Gustav Brecher an der Oper Leipzig, wechselte 1925 als zweiter Kapellmeister an das Landestheater Sondershausen und war musikalischer Leiter des Hauses ab 1927. Von 1930 an war er Opernchef des deutschsprachigen Neuen Stadttheaters in Teplitz-Schönau in der Tschechoslowakei.
Wünschmann war ab 1933 ohne eine feste Anstellung und daher gelegentlicher Gastdirigent beim Mitteldeutschen Rundfunk.
Zur Zeit der Machtübergabe an die Nationalsozialisten 1933 war er Leiter des „Orchesters nationalsozialistischer Musiker in Leipzig“. Zum 1. Mai 1937 trat er der NSDAP bei (Mitgliedsnummer 5.266.133).
Ab 1935 hatte er wieder eine Festanstellung als musikalischer Oberspielleiter an den Städtischen Bühnen Mönchengladbach-Rheydt und war dort, bis auf eine Unterbrechung durch Kriegsgefangenschaft, durchgängig beschäftigt. 1959 wurde er Dozent an der Abteilung Opernschule der Nordwestdeutschen Musikakademie Detmold.
Wünschmann war ein Komponist spätromantischer Prägung. Sein Werkverzeichnis hat über dreißig Opuszahlen, darunter vier Sinfonien und das Mirakelspiel Julian der Gastfreie nach Gustave Flaubert. Eine Chorkomposition wurde 1927 auf der „Ersten Nürnberger Sängerwoche“ preisgekrönt. In den 1950er Jahren begann er die Entwicklung der Zwölftonmusik theoretisch und kompositorisch zu rezipieren.

## Schriften
- Anton Bruckners Weg als Symphoniker. Steinfeld : Salvator-Verlag, 1976

## Kompositionen (Auswahl)
- 6 kleine Stücke für Orgel (1971). Vaduz : Prisca-Verl., 1986
- Der Todspieler. Ballade. op. 5. Leipzig : Kistner & Siegel, 1925
- Julian der Gastfreie : ein Mirakelspiel in sechs Bildern : opus 10. 1938